# 南建屋グループ
南建屋グループ（みなみたてやグループ、Minami-Tateya Group）は、高エネルギー加速器研究機構（旧 高エネルギー物理学研究所、略称KEK）素粒子原子核研究所の理論系グループの一つ数値物理グループに属する研究グループで、加速器実験のデータ解析を目的とした素粒子反応の理論的シミュレーションを行っている。
このグループの開発した自動計算ソフトウェアGRACEシステムは、その副産物のイベントジェネレータと呼ばれるソフトウェアと共に、様々な加速器実験の解析に利用されている。
グループの名称は以前、高エネルギー加速器研究機構内にあった、研究本館南棟（南建屋）に因む。ファインマン振幅の自動計算の分野では、国際的に「Minami-Tateya Group」で通用する。

## メンバー
- 小平治郎（高エネルギー加速器研究機構）KODAIRA Jiro (KEK)
- BREDENSTEIN Axel (DAAD,KEK)
- 藤本順平（高エネルギー加速器研究機構）FUJIMOTO Junpei (KEK)
- 五十嵐正敬（東海大学）IGARASHI Masataka (Tokai Univ.)
- 石川正（高エネルギー加速器研究機構）ISHIKAWA Tadashi (KEK)
- 神保雅人（千葉商科大学）JIMBO Masato (Chiba Univ. of Commerce)
- 金子敏明（高エネルギー加速器研究機構）KANEKO Toshiaki (KEK)
- 加藤潔（工学院大学）KATO Kiyoshi (Kogakuin Univ.)
- 川端節彌（高エネルギー加速器研究機構）KAWABATA Setsuya (KEK)
- 川村浩之（理化学研究所）KAWAMURA Hiroyuki (Riken)
- 近匡（成蹊大学）KON Tadashi (Seikei Univ.)
- 栗原良将（高エネルギー加速器研究機構）KURIHARA Yoshimasa (KEK)
- 黒田正明（明治学院大学）KURODA Masaaki (Meiji Gakuin Univ.)
- LAFAGE Vincent
- 宗久知男（山梨大学）MUNEHISA tomo (Yamanashi Univ.)
- 中澤宣也（工学院大学）NAKAZAWA Nobuya (Kogakuin Univ.)
- 佐々木賢（横浜国立大学）SASAKI Ken (Yokohama National Univ.)
- 清水韶光（総合研究大学院大学）SHIMIZU Yoshimitsu (Sokendai)
- 田中秀和（立教大学）TANAKA Hidekazu (Rikkyo Univ.)
- 飛松敬二郎（工学院大学）TOBIMATSU Keijiro (Kogakuin Univ.)
- 植松恒夫（京都大学）UEMATSU Tsuneo (Kyoto Univ.)
- 渡部隆史（工学院大学）WATANABE Takashi (Kogakuin Univ.)
- 湯浅富久子（高エネルギー加速器研究機構）YUASA Fukuko (KEK)
- 安井良彰（東京経営短期大学）YASUI Yoshiaki (Tokyo Manag. Col.)

## プログラム開発
南建屋グループが開発したプログラムパッケージには、次のものがある。
- GRC -- 始状態と終状態を指定して、ファインマンダイアグラムを生成する。
- CHANEL -- ヘリシティ振幅を用いて、ファインマン振幅を計算する。
- BASES -- モンテカルロ法によって多重積分を行う。
- SPRING -- BASESで得られる、最適化された多次元位相空間上のグリッドを利用して確率的にイベントを発生する。
- GRACE -- GRC、CHANEL、BASES、SPRING等を統合し、自動計算を行う。
- QEDPS -- 通常はQCDで用いられるパートンシャワーアルゴリズムをQEDに適用可能にして、電子や陽電子からの輻射を扱う。
- NLLjets -- 摂動論的QCDの高次効果を取り入れて、ジェット生成過程を扱う。
- 各種イベントジェネレータ -- GRACEシステム由来のイベントジェネレータの他に、次のものがある。
  - GGPS1 -- 光子-光子散乱にパートンシャワーアルゴリズムを適用可能にして、ジェット生成過程を扱う。光子-光子の深部非弾性散乱に対応する。
  - GGPS2 -- 光子-光子散乱にパートンシャワーアルゴリズムを適用可能にして、ジェット生成過程を扱う。始状態が殆ど実の光子の場合に対応する。